# アルムデナ・シド

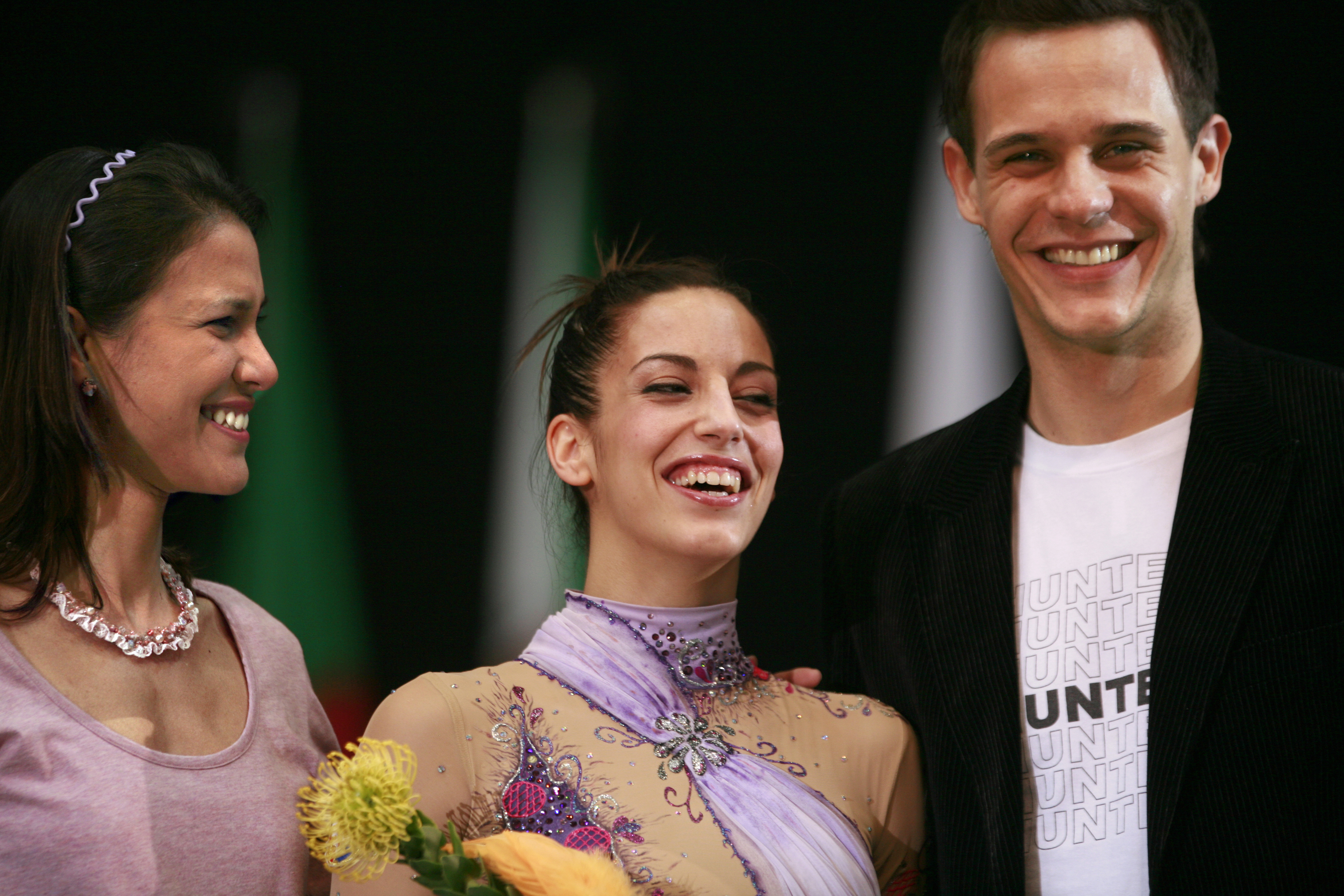
2008年のDvillena賞授賞式でのアルムデナ（中央）とクリスティアン・ガルベス（右）

アルムデナ・シド・トスタド（Almudena Cid Tostado, 1980年6月15日 - ）は、スペイン・ビトリア＝ガステイス出身の新体操選手・女優。

## 経歴
アルムデナは6歳の時に新体操を始めた。当初、アルムデナの母親は娘がバレエをすることを望んでいたが、他の家族がアルムデナの身体の柔軟性を評価したため、母親は幼いアルムデナを新体操の道に進ませた。1994年9月にはスペイン代表に初めて選出された。アルムデナは1996年のアトランタオリンピックと2000年のシドニーオリンピックで決勝に進出し、スペイン人として初めて夏季オリンピック2大会の決勝に出場した新体操選手となった。
2004年のアテネオリンピック、2008年の北京オリンピックでも決勝に進出している。2005年にはスペインのアルメリアで開催された地中海競技大会で優勝した。ヨーロッパ選手権12大会、世界選手権9大会に出場し、北京オリンピック後の2008年8月23日に競技生活から引退した。
2008年12月、アルムデナはその競技生活の長さを称えられ、国際体操連盟のブルーノ・グランディ会長から特別賞を授与された。3年間の交際後の2010年8月7日、テレビ司会者のクリスティアン・ガルベス(スペイン語版)と結婚した。2011年には個人トレーナーのフアン・ラーリョによってアルムデナの自伝『Estupenda en 9 semanas y media』が出版された。競技生活からの引退後には女優となり、いくつかのテレビドラマや映画などに出演している。

## 人物
アルムデナは新体操競技の第一線でもっとも長く活動しつづけた選手のひとりであり、初めてオリンピック体操競技・新体操個人総合に4度出場した選手である。アルムデナはバルセロナに在住している。アルムデナはナイキとモデル契約を交わしており、下着ショップのLove Storeのモデルでもある。アルムデナはスペイン語、バスク語、英語を話すことができる。東ヨーロッパの選手に対して高いレベルで争うことができた数少ない西ヨーロッパ出身選手のひとりである。
2001年6月、国際体操連盟はアルムデナの「body-apparatus relationship」が新体操技術委員会によって認定されたと発表した。コードは「シド・トスタド」のエレメントと表現された。
- スターティングポジション: on one knee, leg forward, ball held with the foot. large roll of the ball on both legs.
- オリジナリティ: 0.10 (§ 2.6.5.)

## オリンピックでの成績
- 1996年 アトランタオリンピック 個人総合9位
  - 合計 38.515
  - ロープ 9.700、クラブ 9.683、ボール 9.566、リボン 9.566

- 2000年 シドニーオリンピック 個人総合9位
  - 合計 38.907
  - ロープ 9.750、フープ 9.725、ボール 9.691、リボン 9.741

- 2004年 アテネオリンピック 個人総合予選9位、決勝8位
  - 合計 98.450
  - リボン 23.425、クラブ 24.900、ボール 25.000、フープ 25.125

- 2008年 北京オリンピック 個人総合予選10位、決勝8位
- 合計 68.100
- ロープ 17.000、フープ 17.000、クラブ 17.150、リボン16.950